# Terremoto dell'Hindu Kush del 2002
Il terremoto dell'Hindu Kush del 2002 fu una serie di eventi sismici che devastarono l'area dell'Hindu Kush nel marzo e nell'aprile 2002.
La prima violenta scossa avvenne il giorno 3 marzo alle ore 12:08 UTC, ed ebbe una magnitudo di 7,4 gradi sulla scala richter. I morti furono 166. Centinaia di case furono distrutte e si contarono morti anche nella capitale Kabul (almeno 13 vittime) e in Bajaur, Pakistan (3 morti). Delle frane furono innescate dal potente sisma. Danni fino in Cina, dove una crepa di 45 metri si aprì in un serbatoio dello Xinjang. La fortissima scossa fu avvertita in tutto il paese ed in Pakistan, Tagikistan, Uzbekistan, Kirghizistan, Kazakistan ed India. La propagazione così ampia fu dovuta alla notevole profondità del sisma.
A fine mese, il 25 marzo (alle ore 14:56 UTC) una nuova forte scossa (magnitudo 6,1) colpì l'area già devastata ai primi del mese. Questa volta il bilancio fu ben più drammatico, anche per le strutture già gravemente provate dal sisma precedente e per la minore profondità; le vittime ammontarono a un migliaio circa e diverse migliaia di persone furono sfollate. Avvertito anche in alcune zone del Pakistan e Tagikistan.
Il 12 aprile una nuova scossa di 5,8 gradi colpì la Provincia di Konduz, provocando altri 50 morti.